# الدحقة (أحور)

تعديل مصدري - تعديل

الدحقه هي إحدى قرى عزلة أحور بمديرية أحور التابعة لمحافظة أبين، بلغ تعداد سكانها 86 نسمة حسب تعداد اليمن لعام 2004.